# Centre thermal de Mondorf-les-Bains
Le centre thermal de Mondorf-les-Bains, officiellement Centre thermal et de santé de Mondorf-les-Bains, est l'unique centre thermal du Luxembourg, situé à Mondorf-les-Bains au sud du pays à la frontière avec la France (Mondorff).
Il est administré sous la forme d'un établissement public.

## Histoire
Le 17 juin 1841, le foreur Karl-Gotthelf Kind (lb) commence des travaux de forage là où suintait une petite source d'eau salée, dans le but de trouver du sel gemme pour la Société nationale pour les entreprises industrielles et commerciales qui, face à une importante hausse du prix du sel, cherchait à localiser des ressources nationales.
Au bout de cinq ans de travaux, et après avoir inventé la technique de forage au trépan à chute libre, il atteint la profondeur finale de 730 m, profondeur record qui ne sera dépassée en Europe qu'en 1871. Toutefois, il ne rencontre pas de sel mais, à partir de 460 m de profondeur, ce forage appelé par la suite la Source Kind traverse une importante nappe d'eau salée sous pression qui, après équipement, avait un débit de 36 m3/h.
Le centre thermal est officiellement ouvert au public le 20 juin 1847. En 1886, le centre thermal est repris par l'État luxembourgeois,qui avait accordé dès 1878 la ville à prendre le nom de Mondorf-les-Bains.
Le débit du forage se réduit au fil des ans et tombe à 16,8 m3/h en 1913 et était obstrué à 200 m de profondeur, probablement par l'effondrement du tubage en bois.
Un second puits dit Source Marie-Adélaïde, en l'honneur de la grande-duchesse Marie-Adélaïde, est alors foré et le forage est arrêté le 30 juillet 1913 à 589 m de profondeur : la même eau thermo-minérale y a été découverte avec un débit de 12,9 m3/h.
En 1926, le Palace Hôtel et l'établissement d'hydrothérapie sont ouverts.
Au lendemain de la seconde Guerre mondiale, face aux besoins croissants en eau thermale et au débit de la Source Kind qui est tombé à 6,2 m3/h, cette dernière a fait l'objet d'un reforage complet, sous la direction de Michel Lucius : un nouveau tubage en cuivre et une nouvelle étanchéité ont été mis en place entre 1946 et 1947 et le débit s'établissait à 25,8 m3/h.
En 1968, le débit était tombé de nouveau à 8,4 m3/h pour la source Kind et ne s'élevait plus qu'à 5 m3/h pour la source Marie-Adélaïde. Cette diminution est due au colmatage des crépines et, pour le forage Kind, à l'éboulement de la paroi de forage vers 470 m, constaté lors d'une inspection par caméra en 1975.
En 1978, décision est prise de réaliser un troisième forage, la Source Michel Lucius. Les travaux sur ce forage débutent le 2 mars 1979 et atteignent la profondeur de 750 m ; le débit de ce nouveau forage s'établissait à 15 m3/h.
En 1979, la décision est prise de construire un nouvel établissement thermal, qui est inauguré le 1er mai 1988.
Entre 1998 et 2000, les bâtiments des années 1920, appelés Al Thermen, sont rénovés puis en 2001, le nouveau pavillon saunas est ouvert. En 2002, l'Orangerie est rénovée et un jardin à la française est créé l'année suivante. En 2006, le centre thermal se dote de nouveaux équipements de fitness. En 2007, les bâtiments modernes et historiques sont reliés par un passage couvert et les berges de la rivière Gander sont réaménagées.
L'hôtel est entièrement réaménagé en 2015.

## Parc thermal
Outre les bâtiments thermaux et les hôtels, le centre thermal se caractérise par son parc de 42 hectares, dont trois sur le sol français, comprenant notamment l'Orangerie.
Le pavillon Kind, construit au dessus de la source homonyme, accueille le Musée de l'aviation luxembourgeoise depuis 2012 ainsi que le cinéma Wasserhauss dans la partie supérieure.
Plus d'une vingtaine d’œuvres d'art sont présentes dans le parc.